# Herba blava
L'herba blava (Polygala calcarea) és una espècie de polígala. La seva distribució és atlàntica i submediterrània oest (mediterrània oest). Dins dels Països Catalans només és autòctona a Catalunya. Hi ha citacions antigues, no gaire segures, al País Valencià (Camp de Morvedre).

## Descripció
Camèfit reptant de 5 a 20 cm d'alt. Tiges floríferes nombroses erectes, flors (de 6 a 7 mm) blau cel, rarament de color de rosa o blanques. Es pot trobar florida de gener a octubre, però més sovint floreix de març a juliol.

## Hàbitat
Pastures mesòfiles i mesoxeròfiles calcàries. Viu des de 200 a 2.200 metres d'altitud.